# Flight Unlimited
Flight Unlimited est un jeu vidéo de simulation de vol acrobatique développé et publié par Looking Glass Studios en juin 1995. Il permet au joueur de piloter des reproductions d’avions existants et de réaliser des manœuvres acrobatiques. Plusieurs modes de jeu sont disponibles dans Flight Unlimited, le joueur pouvant voler librement, participer à des courses contre-la-montre ou recevoir des leçons de vol de la part d’un instructeur virtuel, ce dernier pouvant apprendre au joueur des techniques basiques ou avancées, de la manœuvre du gouvernail aux figures acrobatiques tels que le looping ou l’immelmann,.
Flight Unlimited est le premier jeu édité à compte d’auteur par Looking Glass Technologies, le jeu ayant été conçu pour permettre au studio de s’établir comme un éditeur et pour concurrencer d’autres franchises de simulateurs de vol tel que Microsoft Flight Simulator. Le jeu a été conçu par Seamus Blackley, un physicien amateur de pilotage, en 1992. D’après lui, les autres simulateurs de vol de l’époque ne parviennent en effet pas à reproduire l’expérience de vol correctement et il décide de programmer une simulation d’atmosphère basée sur la mécanique des fluides numérique,,. Le jeu a été approuvé par le pilote acrobatique Michael Goulian qui a assisté l’équipe de développement pour rendre le jeu plus réaliste,,.
À sa sortie, Flight Unlimited est bien accueilli par la presse spécialisée et connait un certain succès commercial, le jeu se vendant à plus de 780 000 exemplaires. Les critiques ont salué son réalisme, son mode instruction, ses graphismes et les sensations de vol qu’il procure, certains journalistes regrettant néanmoins qu’il nécessite un ordinateur puissant pour fonctionner correctement. Le jeu a bénéficié de deux suites : Flight Unlimited II, publiée en 1997, et Flight Unlimited III, publiée en 1999. Le développement d’un spin-off, se focalisant sur les combats et baptisé Flight Combat, a également été envisagé. Le projet a cependant pris du retard, le jeu étant finalement publié en 2002 sous le titre Jane's Attack Squadron.